# Gothaisches Genealogisches Handbuch
Le Gothaisches Genealogisches Handbuch (GGH) est une série de livres dans lesquels les archives de la noblesse allemande de Marbourg publient les généalogies de la noblesse historique depuis 2015. La série est le successeur du Genealogisches Handbuch des Adels (GHdA), qui est publié en coopération avec Starke Verlag à Limbourg-sur-la-Lahn jusqu'en 2015.
Le titre de la série est un lien direct avec l'ancien Almanach de Gotha, paru dans la ville de Gotha de 1742 à 1944 sous des titres légèrement différents et poursuivi après la Seconde Guerre mondiale par le Genealogisches Handbuch des Adels (GHdA). En avril 2013, un règlement à l'amiable est conclu avec l'éditeur précédent après que Starke Verlag a intenté une action en justice contre la résiliation de son contrat. Le Genealogisches Handbuch des Adels est publié par Starke jusqu'au volume 158.
Le volume 1 de la nouvelle série est publié en juillet 2015 par l'éditeur des Archives de la noblesse allemande. Le Gothaisches Genealogisches Handbuch est divisé en quatre sous-séries :
- Gothaisches Genealogisches Handbuch der fürstlichen Häuser mit den drei Abteilungen des Hochadels: 
  - Erste Abteilung: regierende und ehemals regierende Häuser
  - Zweite Abteilung: mediatisierte standesherrliche Häuser
  - Dritte Abteilung: titularfürstliche Häuser Europas
- Gothaisches Genealogisches Handbuch der gräflichen Häuser
- Gothaisches Genealogisches Handbuch der freiherrlichen Häuser
- Gothaisches Genealogisches Handbuch der adeligen Häuser